# Ујсас
Ујсас (мађ. Újszász) је град у Мађарској. Ујсас је град у оквиру жупаније Јас-Нађкун-Солнок.    
Покрива површину од 582 km2 (225 sq mi) и има популацију од 6.153 људи (2015).

## Географија

### Локација
Налази се у равници Алфелда, на граници Нађкуншага, Јасшага и Тапиошага, на западној граници жупаније Јаш-Нађкун-Солнок, поред Пештанске жупаније. На граници насеља, река Тапио се улива у реку Зађву. Седиште округа, Солнок је удаљен 15 километара.
Непосредна суседна насеља су: Сасберек са североистока, Зађварекаш са југоистока, Абоњ са југа, Ујсилваш са југозапада, Тапиођерђе са запада и Јасболдогхаза са северозапада.

## Историја
Ископавања још нису обављена у административном подручју Ујсас, тако да о дугој прошлости града можемо сазнати само из појединачних налаза.
Налази пронађени приликом изградње железничке пруге и стамбених објеката доказују да је овде постојало сарматско насеље у римско доба (1. - 5. век нове ере). Први трагови овог средњоазијског народа пронађени су 1899. године поред железничке станице, где је пронађено неколико гробова. На граници Ујсаса, приликом изградње железничке пруге Ујсас-Нађката, пронађен је 21 комада металних новчича из римског доба, али су нестали током Другог светског рата. Током темељних радова (3-4. век нове ере) 1986. године, у унутрашњости насеља пронађени су остаци керамичких посуда. На данашњој територији Ујсас постојало је насеље из раног периода Арпад, које је, насеље и његово суседство, изграђено у 14.-15. веку, када су се населили Јаси. 
Средњовековна историја насеља може се пратити уз помоћ сачуваних писаних доказа и уверења. Када се помиње у једном од првих докумената, 1347. године, већ је имала камену цркву, тако да  округ Килше-Солнок припада једним од значајнијих наслеђа. Место је носило и име Сарваш. Доказ и сећање на име чувају и данас постојећа географска имена: Сарваш-халом и Сарваш-вер.
Једно време је био део жупаније Пешта-Пилиш-Шолт-Кишкун, до 1946. године, када је припојен жупанији Солнок. Насеље је 1970. године добило статус велике општине.
Изградња гасне мреже почела је 1987. године, а модернизација телефонске мреже почела је 1989. године. Године 1991. покренуте су Ујсаси Хирадо, месечне новине локалне општине. Новине су први пут изашле 6. децембра 1990. године.
Председник Републике Мађарске је 1. јула 1997. доделио Ујсасу градску титулу.

## Становништво
Године 2001. 85% градског становништва се изјаснило као Мађари, 15% као Роми.
Током пописа 2011. 84,5% становника се изјаснило као Мађари, 4,4% као Роми, 0,5% као Немци и 0,2% као Румуни (15,3% се није изјаснило). 
Верска дистрибуција је била следећа: римокатолици 46,5%, реформисани 5%, лутерани 0,2%, гркокатолици 0,4%, неконфесионални 15,3% (31,7% се није изјаснило).
На основу података пописа из 2001. године, већина становништва града, 69% су римокатолици, реформисани приближно 6,5%, лутерани 0,5%, а гркокатолици 0,5%. За друге цркве или деноминације отпада 0,5%. Притом, да не припада ниједној цркви или конфесији, или није се изјаснило 23%.
У 2011, верска дистрибуција је била следећа: римокатолици 46,5%, реформатори 5%, лутерани 0,2%, гркокатолици 0,4%, неденоминациони 15,3% (31,7% се није изјаснило).